# Apalis cinerea
Apalis cinerea е вид птица от семейство Cisticolidae.

## Разпространение
Видът е разпространен в Ангола, Бурунди, Камерун, Демократична република Конго, Екваториална Гвинея, Габон, Кения, Малави, Нигерия, Руанда, Южен Судан, Судан, Танзания, Уганда и Замбия.